# Wolfgang Waldung

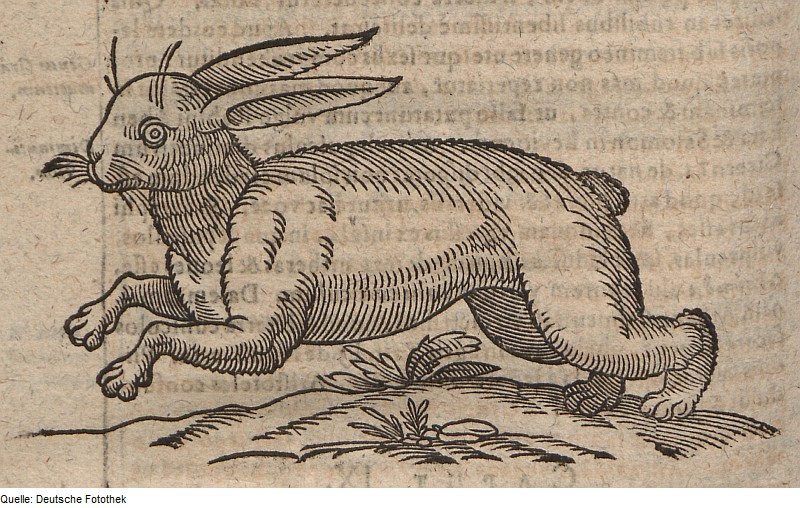
Rennender Hase aus Lagographia, von Johann Schönfeld

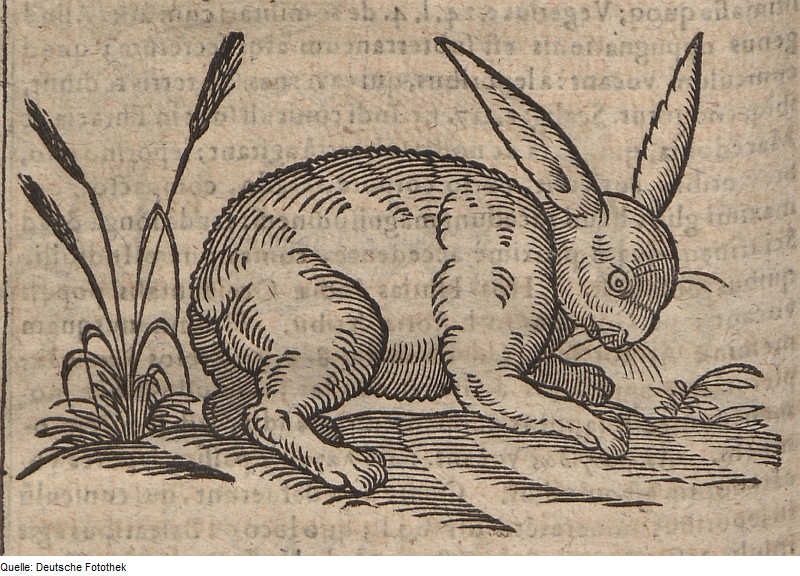
Grabender Hase aus Lagographia, von Johann Schönfeld

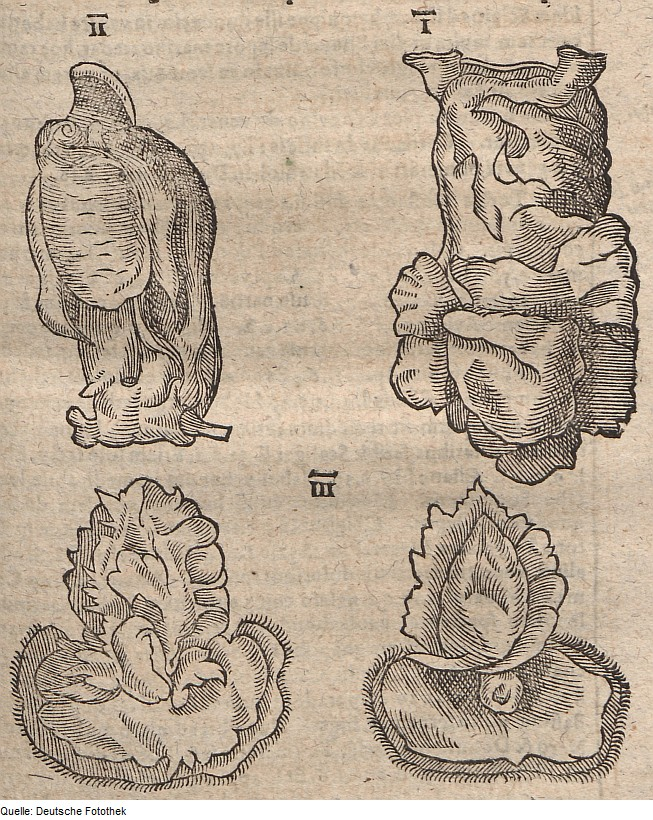
Seehase aus Lagographia, von Johann Schönfeld

Wolfgang Waldung (* August 1554 oder 1555 in Nürnberg; † 18. Oktober 1621 ebenda) war Arzt und ab 1608 Professor für Physik an der Universität Altdorf. Er selbst nannte sich „Lehrer der Physik und Liebhaber der Medizin“ (Philosophiae magister et medicinae amator).

## Leben
Wolfgang Waldung wurde 1554 oder 1555 in Nürnberg geboren. Die Eltern von Wolfgang Waldung sind nicht bekannt und über seine Jugendzeit fehlen Angaben. Wolfgang Waldung studierte Philosophie und Physik in Wittenberg und Medizin in Jena. Als Arzt arbeitete er nur im Nebenberuf. Hauptberuflich wandte er sich der Lehre zu. Zuerst unterrichtete er in Nürnberg und danach ab 1592 in Altdorf. 1608 erhielt er die Professur der Physik an der Altdorfer Universität. Er war insgesamt viermal verheiratet. Seine erste Frau, Catharine Breuning(en), die Tochter eines Bürgers aus Jena, heiratete er 1583. Wolfgang Waldung starb 1621 in Nürnberg.
Zu den Werken von Wolfgang Waldung gehören Gelegenheitsgedichte, fünf Schuldramen bezw. -dialoge und eine Zusammenstellung von antiken und neueren Autoren, die den Hasen behandelt oder namentlich erwähnt haben.

## Werke
- Orestes tragoedia e diversis transcripta autoribus dialogi forma. Altdorf 1593 und 1612. Digitale Sammlungen der Universitätsbibliothek Erlangen-Nürnberg.
- Oedipi   Tragoedia  e  diversis  transcripta   autoribus,   Naogeorgi,  Sophocle,  Euripide  et  Seneca.  Et  acta  in  inclita  Noribergensium  Academia  Altorfina.  Panegyri  XIX.  In  honorem  et  gratiam  amplissimorum  et  magnificorum  D.  D.  D.  D.  Scholarcharum   Hieronymi   Baumgartneri,   Antonii   Geuderi,   Martini   Hallen,   Pauli   Coleri.  A.  M.  Wolfgang Waldung  II Classis.  P  [=  praeceptor],  Altdorf 1596.
- Catharinae martyrium. Nürnberg 1602.
- Aethiopicus amor castus. Nürnberg 1605.
- Cymon Galesus. Nürnberg 1616.
- Lagographia. Natura leporum, qua prisci autores et recentiores prodidere quidve utilitatis in re medica ab isto quadrupede percipiatur. Liber singularis. Amberg 1619. online